# My Happy Place
My Happy Place è il quarto album in studio da solista della cantante britannica Emma Bunton, pubblicato nel 2019.
Il disco è composto da dieci tracce, otto delle quali sono cover.
Alla fine del mese di maggio 2019 le copie vendute nel Regno Unito sono all'incirca 10k.

## Tracce
1. Baby Please Don't Stop – 3:00 (Emma Bunton, Patrick Mascall, Paul Barry)
2. I Wish I Could Have Loved You More – 3:23 (Candie Payne, Simon Dine)
3. Too Many Teardrops – 3:01 (Emma Bunton, Patrick Mascall, Paul Barry)
4. I Only Want to Be with You (featuring Will Young) – 3:58 (Ivor Raymonde, Mike Hawker)
5. Don't Call Me Baby – 4:05 (Andrew van Dorsselaer, Cheyne Coates, Duane Morrison, Gene McFadden, Giuseppe Chierchia, Jerry Cohen, John Whitehead)
6. You're All I Need to Get By (featuring Jade Jones) – 2:48 (Nickolas Ashford, Valerie Simpson)
7. Come Away with Me (featuring Josh Kumra) – 2:49 (Norah Jones)
8. Emotion – 3:39 (Barry Gibb, Robin Gibb)
9. 2 Become 1 (featuring Robbie Williams) – 3:42 (Emma Bunton, Geri Halliwell, Matt Rowe, Melanie Brown, Melanie Chisholm, Richard Stannard, Victoria Adams)
10. Here Comes the Sun – 3:08 (George Harrison)